# Muhammad Bakir al-Hakim
Muhammad Bakir al-Hakim (ar. محمد باقر الحكيم; ur. 1939 w An-Nadżafie, zm. 29 sierpnia 2003 tamże) – iracki duchowny szyicki, ajatollah, wieloletni przywódca Najwyższej Rady Rewolucji Islamskiej w Iraku.

## Życiorys

### Wczesna działalność
Pochodził z jednej z najbardziej szanowanych rodzin szyickich z An-Nadżafu. Był synem ajatollaha Muhsina Bakira al-Hakima i odebrał tradycyjne szyickie wykształcenie religijne. Należał do organizacji Zew Islamu. W 1977 został aresztowany po masowych antyrządowych manifestacjach szyitów w An-Nadżafie i Karbali razem z dwoma tysiącami szyitów. Był torturowany przez irackie służby bezpieczeństwa; jego pięciu braci i kilkunastu krewnych zginęło w podobnych okolicznościach.

### Działalność na emigracji
W 1980, krótko po wybuchu wojny iracko-irańskiej, Muhammad Bakir al-Hakim opuścił Irak i emigrował do Iranu, podobnie jak jego brat Abd al-Aziz. W 1982 w Teheranie, za zgodą i z poparciem władz irańskich, Muhammad Bakr al-Hakim utworzył Najwyższą Radę Rewolucji Islamskiej w Iraku, która miała jednoczyć irackie szyickie organizacje opozycyjne. W praktyce szybko jednak zaczęła działać jak zwykła partia polityczna, konkurując z innymi szyickimi formacjami, te bowiem nie chciały ślepo naśladować wzorców irańskich ani zbytnio uzależniać się do wsparcia tamtejszego rządu. Muhammad Bakr al-Hakim był natomiast zwolennikiem systemu sprawowania władzy pod nadzorem autorytetu religijnego, na wzór irański (Welajat-e faghih). Z poglądu tego wycofał się po 2001, gdy zaczął deklarować poparcie dla demokracji i tolerancji religijnej.

### Powrót do Iraku i śmierć

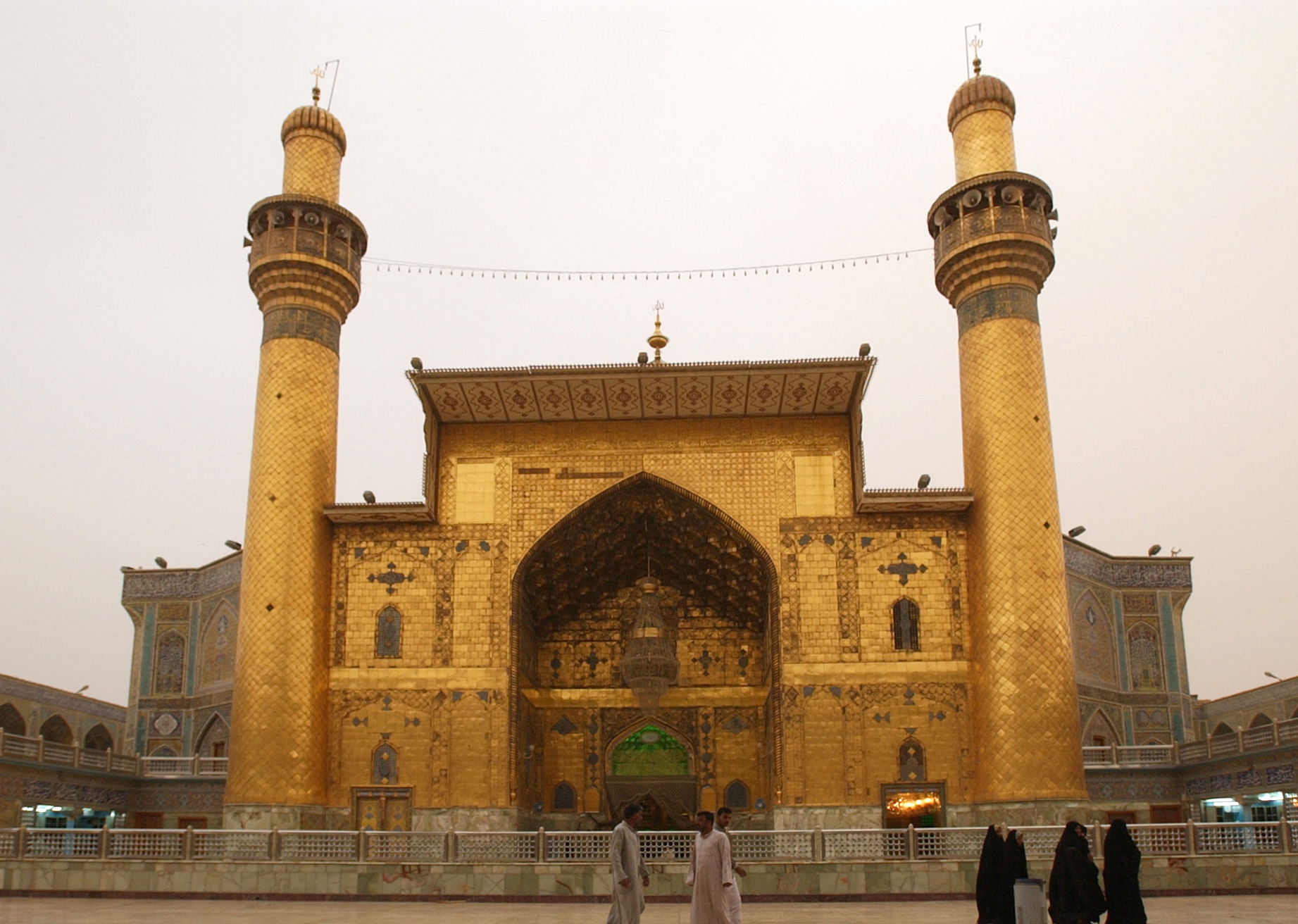
Meczet imama Alego, przed którym zamordowany został Muhammad Bakir al-Hakim

Do Iraku powrócił w maju 2003, po obaleniu rządów Saddama Husajna wskutek amerykańskiej interwencji wojskowej. Występował przeciwko amerykańskiej okupacji Iraku i zapowiadał wystąpienie Irakijczyków przeciwko obecności obcych wojsk. Wzywał jednak swoich zwolenników, by nie atakowali żołnierzy koalicji, a swojego brata Abd al-Aziza zachęcił do przyjęcia propozycji zasiadania w Tymczasowej Irackiej Radzie Zarządzającej
W sierpniu tego samego roku zginął w zamachu terrorystycznym na meczet Alego w An-Nadżafie. Po jego śmierci miały miejsce masowe manifestacje szyitów, domagających się wycofania się Amerykanów z Iraku. 
Muhammad Bakir al-Hakim został pochowany w An-Nadżafie, w sąsiedztwie cmentarza szyitów, którzy zginęli w 1920 podczas powstania antybrytyjskiego. Przewodnictwo w Najwyższej Radzie Rewolucji Islamskiej w Iraku przejął po nim jego brat Abd al-Aziz. Za organizatorów zamachu w An-Nadżafie uznano Al-Kaidę.